# Società Polisportiva Ars et Labor 1969-1970
Questa voce raccoglie le informazioni riguardanti la Società Polisportiva Ars et Labor nelle competizioni ufficiali della stagione 1969-1970.

## Stagione
È l'inizio di una nuova era, strana e inaspettata: chi pensa ad una SPAL di passaggio in Serie C si dovrà ricredere. Il fatto è che lo pensano tutti, dal presidente Paolo Mazza ai tifosi. La squadra è rivoluzionata, arrivano giocatori di categoria che affiancano i giovani più promettenti e qualche giocatore dal buon pedigree, quali lo stopper Enrico Cairoli ed il centrocampista Narciso Pezzotti, che diventerà in futuro il vice allenatore di Marcello Lippi in Nazionale.
I biancazzurri partono bene, ma arrivano sconfitte inaspettate con Ravenna, Imolese e Virtus Entella che segnano in negativo il duello promozione con la Massese di Cesare Meucci, che con due punti in più della SPAL volerà in Serie B. Alla fine dei conti, per gli estensi arriva un deludente secondo posto.

## Rosa
| N. |                   | Ruolo | Calciatore             |
| -- | ----------------- | ----- | ---------------------- |
|    | Italia (bandiera) | C     | Gilberto Antonioli     |
|    | Italia (bandiera) | A     | Giovanni Asnicar       |
|    | Italia (bandiera) | C     | Luigi Asnicar          |
|    | Italia (bandiera) | D     | Ermanno Beccati        |
|    | Italia (bandiera) | D     | Giulio Boldrini        |
|    | Italia (bandiera) | D     | Enrico Cairoli         |
|    | Italia (bandiera) | D     | Franco Cariolato       |
|    | Italia (bandiera) | P     | Ivani Chiarini         |
|    | Italia (bandiera) | P     | Renato Cipollini       |
|    | Italia (bandiera) | D     | Eliseo Croci           |
|    | Italia (bandiera) | C     | Giampiero Dalle Vedove |
|    | Italia (bandiera) | C     | Luigi Delneri          |

| N. |                   | Ruolo | Calciatore          |
| -- | ----------------- | ----- | ------------------- |
|    | Italia (bandiera) | A     | Giorgio Fogar       |
|    | Italia (bandiera) | A     | Claudio Longo       |
|    | Italia (bandiera) | A     | Enzo Mantovani      |
|    | Italia (bandiera) | A     | Gianfranco Marongiu |
|    | Italia (bandiera) | C     | Giuseppe Molinari   |
|    | Italia (bandiera) | D     | Maurizio Moretti    |
|    | Italia (bandiera) | C     | Alberto Novelli     |
|    | Italia (bandiera) | A     | Luigi Palazzese     |
|    | Italia (bandiera) | D     | Narciso Pezzotti    |
|    | Italia (bandiera) | D     | Roberto Ranzani     |
|    | Italia (bandiera) | D     | Oscar Righetti      |
|    | Italia (bandiera) | A     | Bruno Zanolla       |

## Risultati

### Serie C (girone B)
| Arbitro: | Frasso (Capua) |

|                          |           |  |
| Pezzotti 47’ Zanolla 82’ | Marcatori |  |

| Ascoli Piceno 21 settembre 1969 2ª giornata | Del Duca Ascoli  | 0 – 0 | SPAL | Stadio Cino e Lillo Del Duca\| Arbitro: \| Casarin (Milano) \| |
| Arbitro:                                    | Casarin (Milano) |       |      |                                                                |

| Arbitro: | Leita (Catania) |

|           |           |              |
| Longo 17’ | Marcatori | 47’ Graziani |

| Empoli 5 ottobre 1969 4ª giornata | Empoli          | 0 – 0 | SPAL | Stadio Carlo Castellani\| Arbitro: \| Porcelli (Lodi) \| |
| Arbitro:                          | Porcelli (Lodi) |       |      |                                                          |

| Arbitro: | Pesciarelli (Roma) |

|               |           |  |
| Palazzese 15’ | Marcatori |  |

| Arbitro: | Fuschi (Pescara) |

|                                           |           |  |
| Pezzotti 9’ Marongiu 15’, 70’ Zanolla 85’ | Marcatori |  |

| Arbitro: | Levrero (Genova) |

|           |           |  |
| Ciani 21’ | Marcatori |  |

| Arbitro: | Monforte (Palermo) |

|  |           |              |
|  | Marcatori | 25’ Rubinato |

| Lucca 9 novembre 1969 9ª giornata | Lucchese    | 0 – 0 | SPAL | Stadio Porta Elisa\| Arbitro: \| Calì (Roma) \| |
| Arbitro:                          | Calì (Roma) |       |      |                                                 |

| Arbitro: | Beretta (Milano) |

|  |           |               |
|  | Marcatori | 67’ Cavicchia |

| Arbitro: | Casarin (Milano) |

|                                            |           |             |
| Asnicar II 18’ Marongiu 58’ Asnicar II 63’ | Marcatori | 49’ Fichera |

| Pistoia 30 novembre 1969 12ª giornata | Pistoiese       | 0 – 0 | SPAL | Stadio Comunale\| Arbitro: \| Schena (Foggia) \| |
| Arbitro:                              | Schena (Foggia) |       |      |                                                  |

| Arbitro: | De Marco (Torre del Greco) |

|                  |           |  |
| Dalle Vedove 30’ | Marcatori |  |

| San Benedetto del Tronto 14 dicembre 1969 14ª giornata | Sambenedettese                | 0 – 0 | SPAL | Stadio Fratelli Ballarin\| Arbitro: \| Mascali (Desenzano del Garda) \| |
| Arbitro:                                               | Mascali (Desenzano del Garda) |       |      |                                                                         |

| Arbitro: | Porcelli (Lodi) |

|                                |           |                           |
| Natali 47’ Boldrini 88’ (aut.) | Marcatori | 3’ Pezzotti 58’ Mantovani |

| Arbitro: | R. Lattanzi (Roma) |

|                                 |           |              |
| Fogar 69’, 83’ Dalle Vedove 72’ | Marcatori | 23’ Buglioni |

| Arbitro: | Trono (Torino) |

|  |           |                 |
|  | Marcatori | 7’ Dalle Vedove |

| Ferrara 18 gennaio 1970 18ª giornata | SPAL          | 0 – 0 | Siena | Stadio Comunale\| Arbitro: \| Ciulli (Roma) \| |
| Arbitro:                             | Ciulli (Roma) |       |       |                                                |

| Arbitro: | Aldo Canova (Milano) |

|  |           |              |
|  | Marcatori | 73’ Marongiu |

#### Girone di ritorno
| Arbitro: | Gialluisi (Barletta) |

|           |           |                |
| Eusebi 5’ | Marcatori | 88’ (aut.) Bei |

| Ferrara 8 febbraio 1970 21ª giornata | SPAL            | 0 – 0 | Del Duca Ascoli | Stadio Comunale\| Arbitro: \| Menegali (Roma) \| |
| Arbitro:                             | Menegali (Roma) |       |                 |                                                  |

| Arbitro: | Casarin (Milano) |

|              |           |                      |
| Mongardi 53’ | Marcatori | 32’ (rig.) Mantovani |

| Arbitro: | Leita (Catania) |

|  |           |                                |
|  | Marcatori | 54’ (aut.), 88’ (aut.) Moretti |

| Arbitro: | Frasso (Capua) |

|             |           |              |
| Grazioli 8’ | Marcatori | 3’ Antonioli |

| Olbia 8 marzo 1970 25ª giornata | Olbia                | 0 – 0 | SPAL | Stadio Bruno Nespoli\| Arbitro: \| Busalacchi (Palermo) \| |
| Arbitro:                        | Busalacchi (Palermo) |       |      |                                                            |

| Arbitro: | Levrero (Genova) |

|                             |           |  |
| Righetti 11’ Asnicar II 17’ | Marcatori |  |

| Arbitro: | Panzino (Catanzaro) |

|  |           |                      |
|  | Marcatori | 76’ (rig.) Mantovani |

| Arbitro: | Lazzaroni (Milano) |

|               |           |  |
| Asnicar II 8’ | Marcatori |  |

| Arbitro: | Moretto (San Donà di Piave) |

|               |           |              |
| Cavicchia 30’ | Marcatori | 72’ Molinari |

| Massa 12 aprile 1970 30ª giornata | Massese     | 0 – 0 | SPAL | Stadio degli Oliveti\| Arbitro: \| Calì (Roma) \| |
| Arbitro:                          | Calì (Roma) |       |      |                                                   |

| Arbitro: | Porcelli (Lodi) |

|                                  |           |  |
| Mantovani 40’ (rig.), 60’ (rig.) | Marcatori |  |

| Arbitro: | Menegali (Roma) |

|                   |           |  |
| Francois 46’, 80’ | Marcatori |  |

| Arbitro: | Trono (Torino) |

|                                   |           |           |
| Mantovani 26’ (rig.) Molinari 41’ | Marcatori | 20’ Urban |

| Arbitro: | Aldo Canova (Milano) |

|                                |           |           |
| Molinari 52’ Natali 69’ (aut.) | Marcatori | 88’ Sarti |

| Arbitro: | Panzino (Catanzaro) |

|  |           |               |
|  | Marcatori | 51’ Antonioli |

| Arbitro: | Moretto (San Donà di Piave) |

|                                               |           |  |
| Mantovani 47’ (rig.) Marongiu 61’ Beccati 87’ | Marcatori |  |

| Arbitro: | Porcelli (Lodi) |

|                                        |           |  |
| Antonioli 10’ Molinari 35’ Zanolla 72’ | Marcatori |  |

| Ferrara 14 giugno 1970 38ª giornata | SPAL           | 0 – 0 | Savona | Stadio Comunale\| Arbitro: \| Frasso (Capua) \| |
| Arbitro:                            | Frasso (Capua) |       |        |                                                 |